# SN 1989P
SN 1989P – supernowa typu Ia odkryta 3 września 1989 roku w galaktyce NGC 6636. W momencie odkrycia miała maksymalną jasność 16,50m.